# Olios annandalei
Olios annandalei är en spindelart som först beskrevs av Simon 1901.  Olios annandalei ingår i släktet Olios och familjen jättekrabbspindlar. Inga underarter finns listade i Catalogue of Life.